# Sarcophage de Constantine

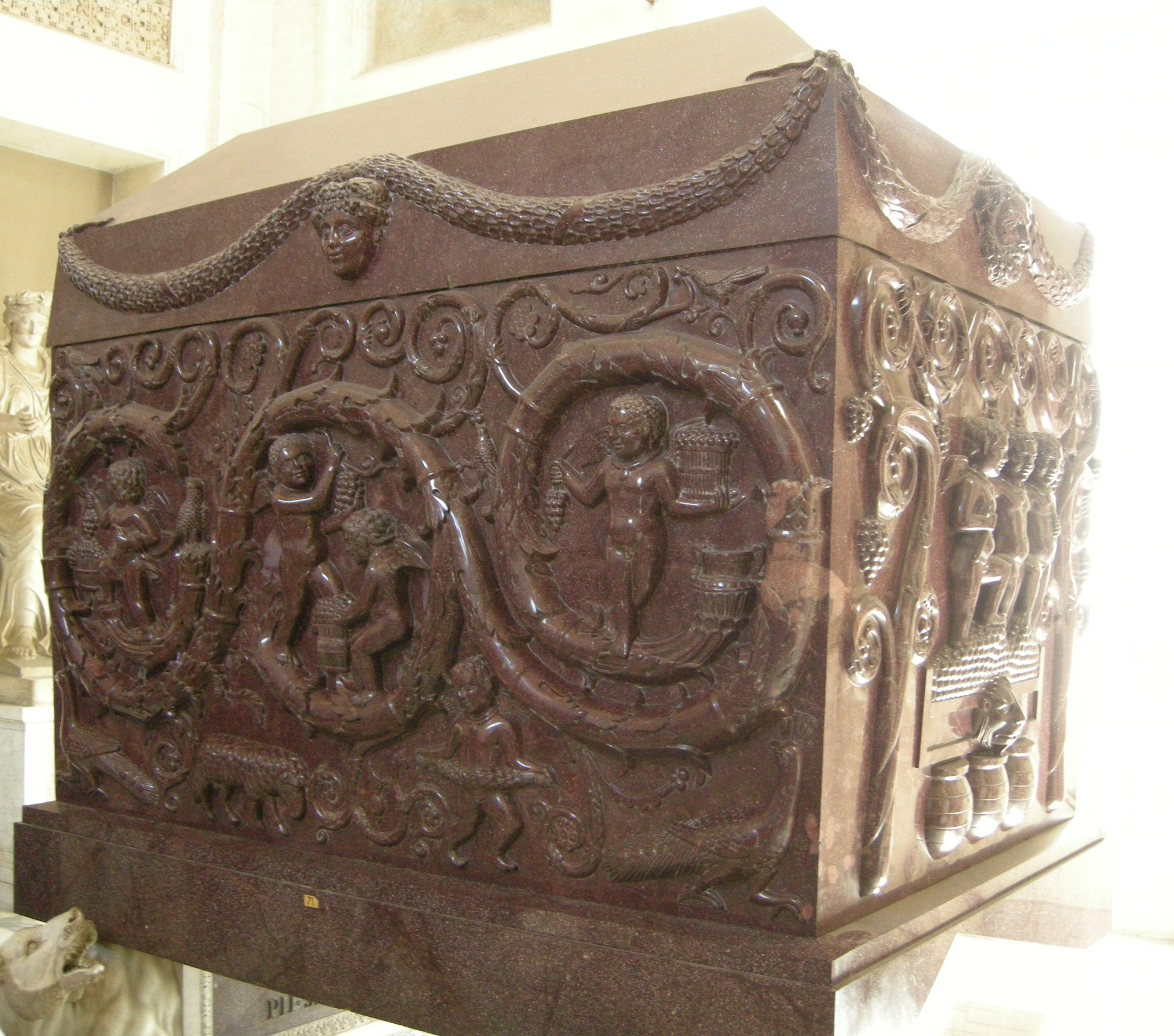
Deux autres côtés du sarcophage.

Le sarcophage de Constantine (ou de Constance ; Costanza en italien) est un sarcophage antique en porphyre rouge provenant de l'église Santa Costanza à Rome, où a été enterrée la fille de l'empereur Constantin Ier, Constantine (ou Constance), et aujourd'hui conservée aux musées du Vatican.

## Histoire
L'énorme sarcophage fait 2,25 mètres de haut. Il est structuré de la même manière que le sarcophage d'Hélène, mère de Constantin, datant de la même époque, et leur mausolée à la basilique de Sainte-Agnès-hors-les-Murs était très similaire au mausolée d'Hélène sur l'ancienne via Labicana. Le sarcophage, mentionné dans un passage du Liber Pontificalis, et dans l'un des textes de l'historien romain Ammien Marcellin, a probablement été fabriqué à la même époque que l'église, entre 337 et 354 (avec une probabilité vers 340), et placé dans une niche en face de l'entrée, non loin du sarcophage de sa sœur Constantina, Elena, qui n'est pas conservé.

## Description
Le couvercle dispose de quatre bords pentus et une bordure supérieure sur laquelle sont exécutées des guirlandes soutenant des bustes. Il y a un riche décor en reliefs d'amours (putti), où les vignes se combinent pour former des spirales complexes qui ornent tout le registre supérieur, et encadrent des scènes avec des putti. Dans la partie inférieure, on trouve divers animaux de la symbologie païenne et chrétienne, tels que des paons et des moutons, près de cupidons avec des couronnes de fleurs. 
Des comparaisons sont possibles avec des œuvres très proches, l'une conservé à Istanbul et l'autre à Alexandrie, en Égypte, qui confirment que le traitement du dur porphyre, pierre réservée à la cour impériale depuis le IIIe siècle, était exclusif aux ateliers et aux artistes orientaux.

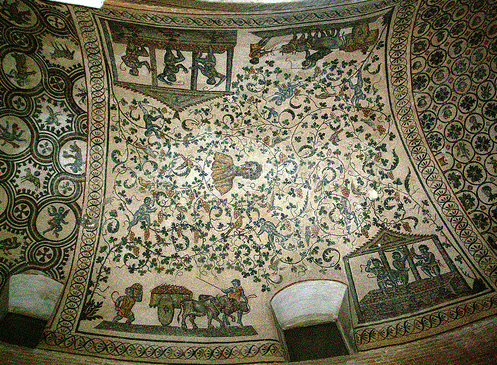
Les mosaïques de Santa Costanza avec des vignes et des putti vendemmianti.
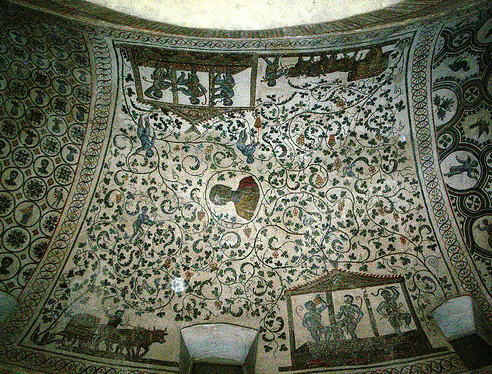
Les mosaïques de Santa Costanza avec des vignes et des putti vendemmianti.